# Tetanocera clara
Tetanocera clara är en tvåvingeart som beskrevs av Friedrich Hermann Loew 1862. Tetanocera clara ingår i släktet Tetanocera och familjen kärrflugor. Inga underarter finns listade i Catalogue of Life.